# Speed Demon
James Sanders, alias Speed Demon, est un super-vilain évoluant dans l'univers Marvel de la maison d'édition Marvel Comics. Créé par le scénariste Roy Thomas et le dessinateur Sal Buscema, le personnage de fiction apparaît pour la première fois dans le comic book Avengers #70 en novembre 1969 sous le nom de « Whizzer ».
L'identité de Speed Demon, quant à elle, est révélée dans Amazing Spider-Man #222 en novembre 1981.

## Biographie du personnage
Le chimiste new-yorkais James « Jim » Sanders voulait changer sa vie ennuyeuse. Il cherchait à mettre au point une formule d'hyper-vitesse mais échouait à chaque fois. Approché par le Grand Maître, un Doyen de l'Univers, il fut choisi pour le représenter dans un jeu contre Kang qui avait sélectionné les Vengeurs. Le Grand Maître offrit de lui accorder des pouvoirs contre sa participation, et Sanders accepta. Grâce à l'aide du Doyen, ses travaux portèrent leurs fruits, et il créa une formule chimique lui octroyant une super-vitesse.
Il se fit appeler à ses débuts Whizzer, sans savoir qu'il existait un autre Whizzer dans une réalité parallèle (celle de l'Escadron Suprême). Il rejoignit l'Escadron Sinistre, l'équipe du Grand Maître basée sur l'Escadron Suprême.
Il combattit Goliath et le Chevalier noir à Londres et fut vaincu.
Plus tard, l'Escadron sinistre vendit la Terre à l'alien nommé Nébulon. Mais le groupe fut trahi par Nighthawk, qui s'allia aux Défenseurs. Nébulon et l'Escadron Sinistre furent projetés dans une autre dimension, le royaume de Zaar. Ils utilisèrent la technologie des habitants pour revenir sur Terre, pour être battus une fois encore par les Défenseurs. Le Docteur Strange se servit de son art mystique pour effacer les souvenirs des trois criminels (Whizzer, Hyperion et Doctor Spectrum), afin qu'ils reprennent leur vie normale. Whizzer travailla ensuite pour le compte du laboratoire pharmaceutique Hudson, sous le nom d'Harvey James, jusqu'à ce qu'une rencontre avec les Vengeurs lui rende la mémoire. Il les attaqua mais fut vite battu.
Il concocta une nouvelle formule et se baptisa Speed Demon. Il se servit de ses pouvoirs pour voler des musées. Mais il fut stoppé par Spider-Man et la Torche Humaine.
Par la suite, il s'associa au Scarabée, à Boomerang, Hydro-Man et au Rhino pour former le Sinistre Syndicat. Mais des tensions internes mirent vite à mal le groupe et ils furent vaincus par Spider-Man. Il opta alors pour une carrière solo de super-criminel et lutta contre Rocket Racer, les New Warriors, Captain America, ou encore Deathlok, que ce soit sous les ordres de Justin Hammer ou ceux de la Maggia.
Employé par Hammer avec Blizzard, il affronta les Thunderbolts et son ancien partenaire Mach-4 (Abe Jenkins). On le revit dans une arène de combat à Madripoor, vaincu par Wolverine.
Engagé par le Baron Von Strucker pour infiltrer les Thunderbolts, il y resta un moment avec son coéquipier Blizzard, et eut une liaison avec Joystick. Quand sa connexion avec l'HYDRA fut mise à jour, il resta pourtant allié aux Thunderbolts. Toutefois, Sanders n'avait pas abandonné sa carrière criminelle, et pour trouver des fonds, il reprit son costume de Whizzer. Il ne vola que des riches ou des cibles qui méritaient de l'être.
Nighthawk et Speed Demon restèrent du côté des Thunderbolts, quand ils furent attaqués par le nouvel Escadron Sinistre. Nighthawk pardonna Speed Demon pour les vols qu'il avait commis, mais Songbird l'expulsa du groupe. Amer, il rejoignit l'Escadron Supreme mais eut les jambes brisées et ses pouvoirs annulés par Joystick, alors agent double du Grand Maître au sein les Thunderbolts. Depuis, Speed Demon cherche à se venger du Grand Maître, et est devenu agent double pour les Thunderbolts.

## Pouvoirs et capacités
À la suite de l'ingestion de substances chimiques mutagènes concoctées sous la direction mentale du Grand Maître, Jim Sanders a acquis une vitesse, une endurance et des réflexes surhumains.
En complément de ses pouvoirs, c'est un excellent chimiste et un bon combattant, portant parfois des armes de poing ou des couteaux. Il se sert aussi parfois de bombes fumigènes.
- À pleine puissance et en bonne santé, Speed Demon peut agir, réfléchir et se déplacer à une vitesse supersonique. Ses processus et réflexes, rapides et surhumains, lui permettent de percevoir son environnement tout en se déplaçant à grande vitesse, ramassant des objets et exécutant des manœuvres acrobatiques les plus complexes.
- En courant assez vite en cercle, il peut créer des mini-tornades.
- Sa vitesse surhumaine lui permet aussi de courir pendant un court laps de temps sur les murs, l'eau ou à travers les flammes.

## Version alternative
Dans le cadre de la ligne Amalgam Comics, un one-shot est consacré à un personnage baptisé Speed Demon, dont plusieurs versions apparaissent fusion des différents Flash et Ghost Rider, ainsi que du démon Etrigan.

## Apparitions dans d'autres médias
Sauf indication contraire, les informations mentionnées dans cette section peuvent être confirmées par la base de données cinématographiques IMDb,  présente dans la section « Liens externes ».

### Télévision
- 2015 : Avengers Rassemblement (série d'animations)